# 423 Діотіма
423 Діотіма (423 Diotima) — астероїд головного поясу, відкритий 7 грудня 1896 року Огюстом Шарлуа у Ніцці.